# Дзёгасима
Дзёгасима (яп. 城ヶ島 Дзё:гасима) — небольшой остров в Японии, в префектуре Канагава, в Тихом океане, у южной оконечности полуострова Миура, от которого отделён проливом Мисаки (三崎). С востока ограничивает залив Сагами. Почти весь остров занимает парк. На острове находятся две смотровые площадки, маяк Дзёгасима, одна белая вспышка каждые 15 секунд, — на западной оконечности и маяк на мысе Ава (安房崎灯台) — на восточной оконечности. Длина острова 2000 метров, ширина — 800 метров. Площадь около 1 квадратного километра. Административно относится к городу Миура.
Название означает «Замковый остров» от 城 — замок (форт).
Остров с 1960 года связан с полуостровом Миура мостом, представляющим собой балочный мост с прогонами коробчатого сечения, самый длинный мост такой конструкции на Востоке на момент постройки. Общая длина моста составляет 575 метров, длина центрального пролёта составляет 90 метров, прилегающих пролётов — 70,3 метра, а оставшихся — 40 метров.
У основания моста установлен памятник поэту Хакусю Китахара, автору «Дождя на Дзёгасиме» (城ヶ島の雨). Также на острове установлен памятник, на котором написано хайку, которое поэт Такаси Мацумото (1906—1956) написал на этом месте в 1938 году.
После 1924 года на острове для охраны входа в Токийский залив была установлена береговая батарея, представляющая собой две орудийные башни, снятые с броненосца «Аки», в каждой из которых было два 254-мм орудия.

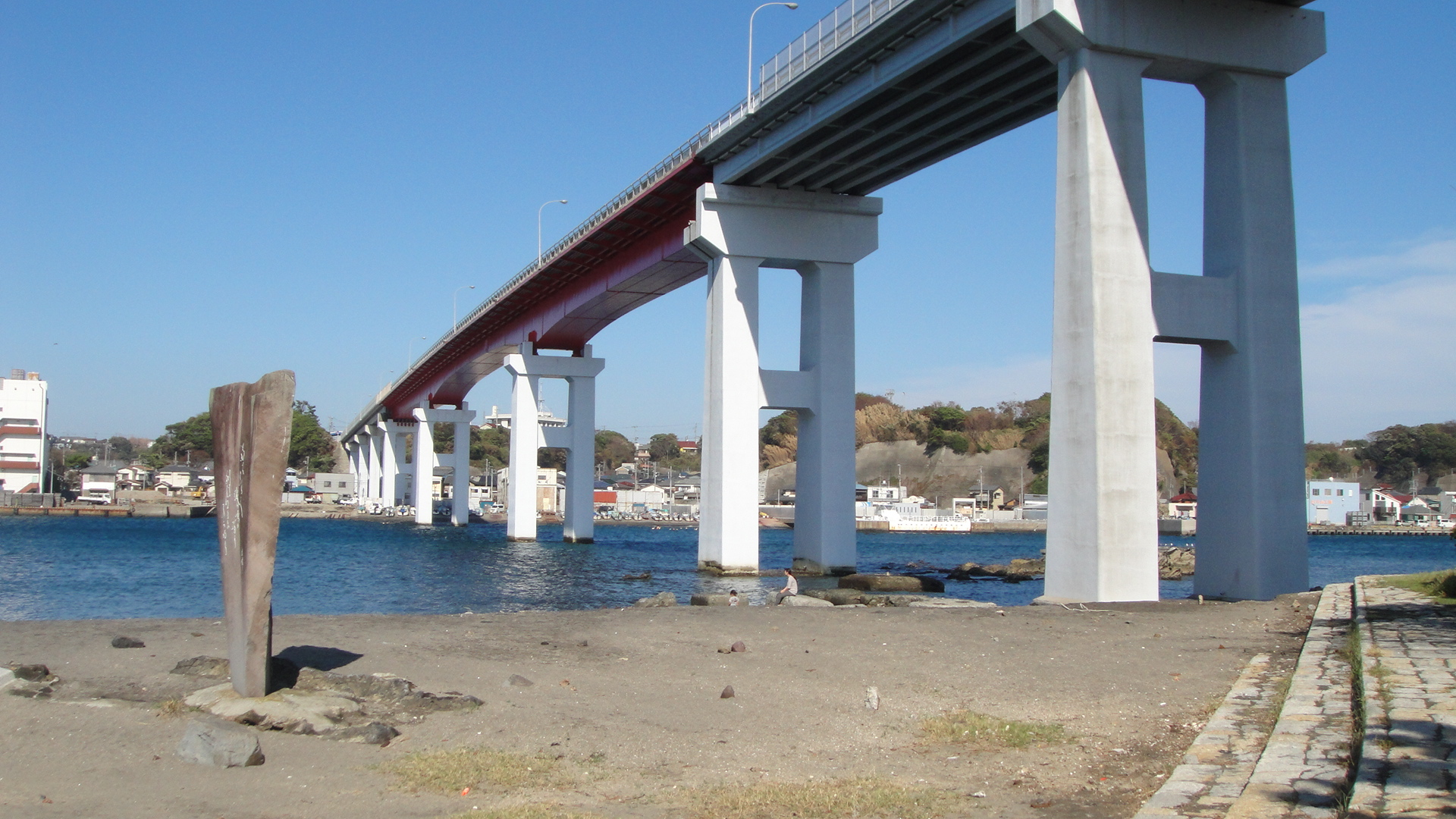
Мост[яп.] и памятник поэту Хакусю Китахара
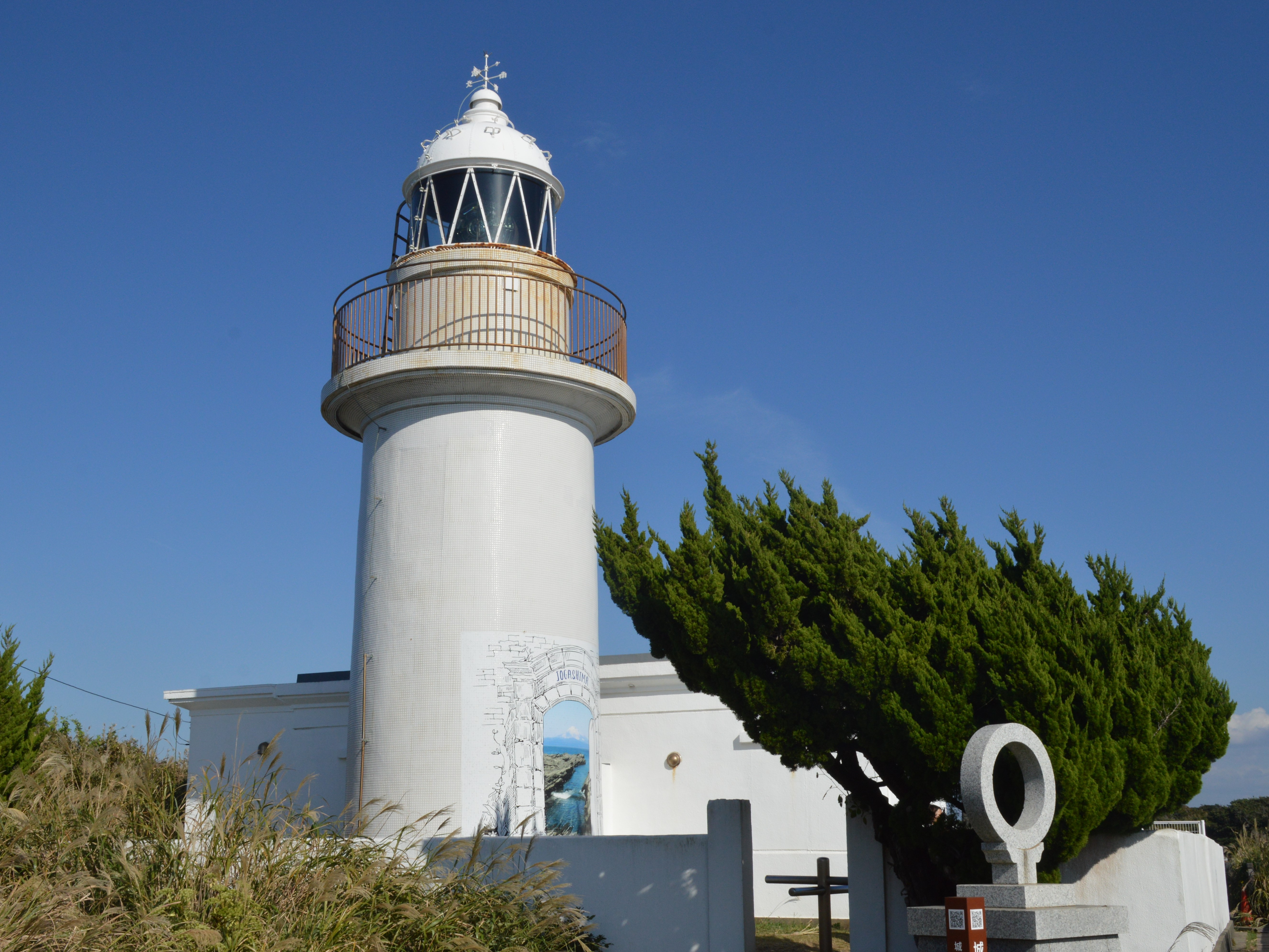
Маяк Дзёгасима[англ.]
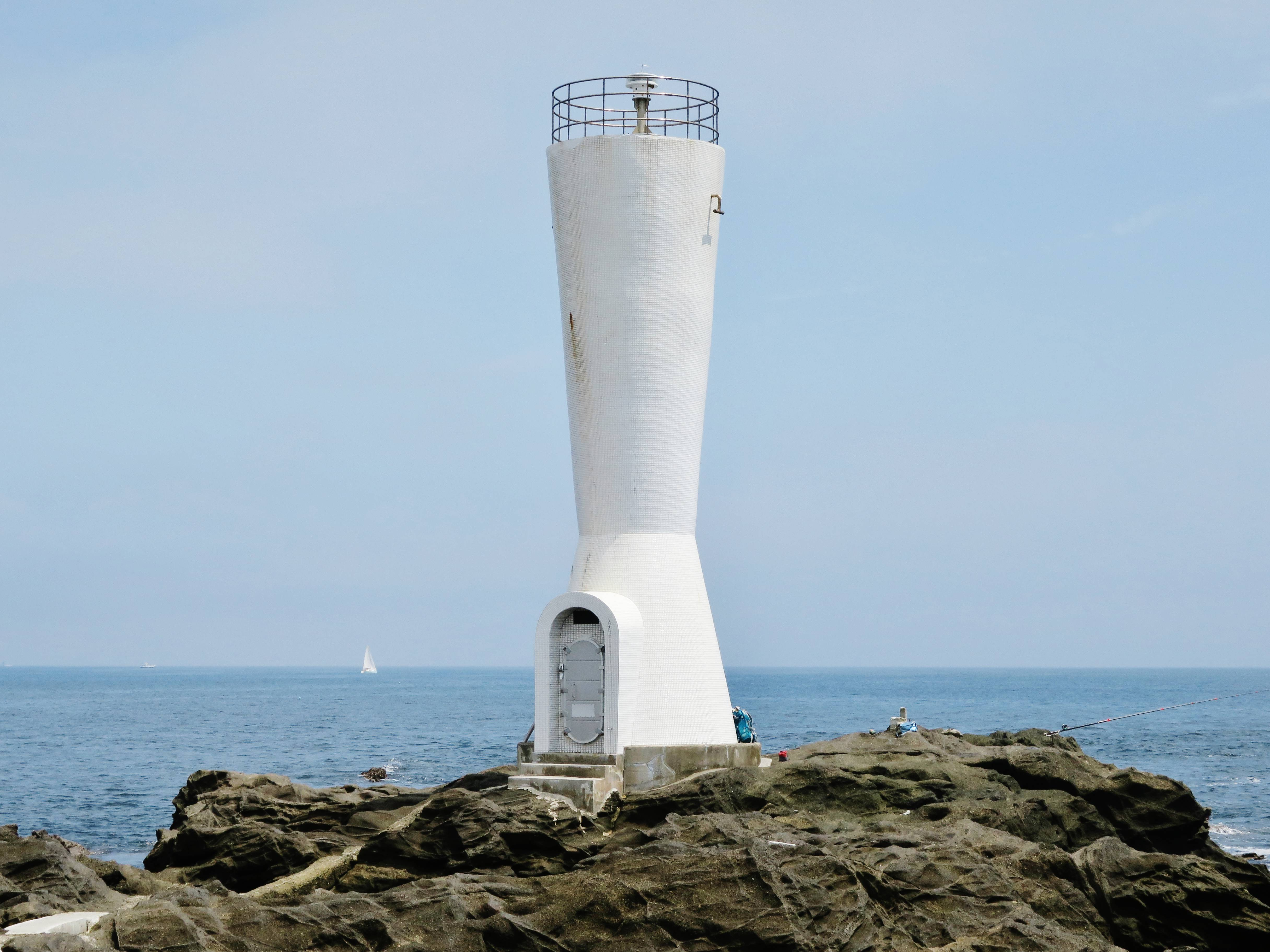
Маяк на мысе Ава (安房崎灯台)
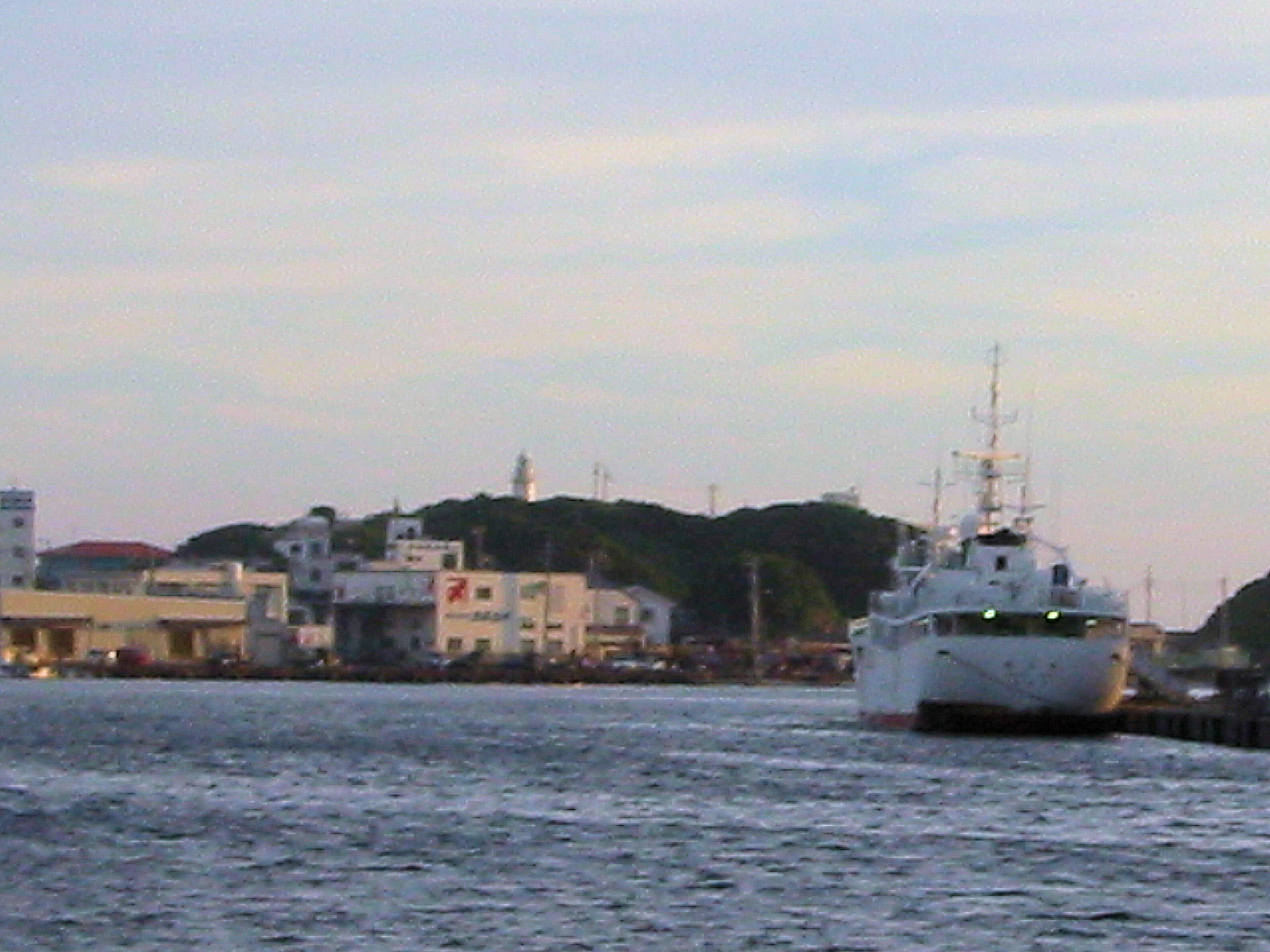
Вид на остров из города Миура
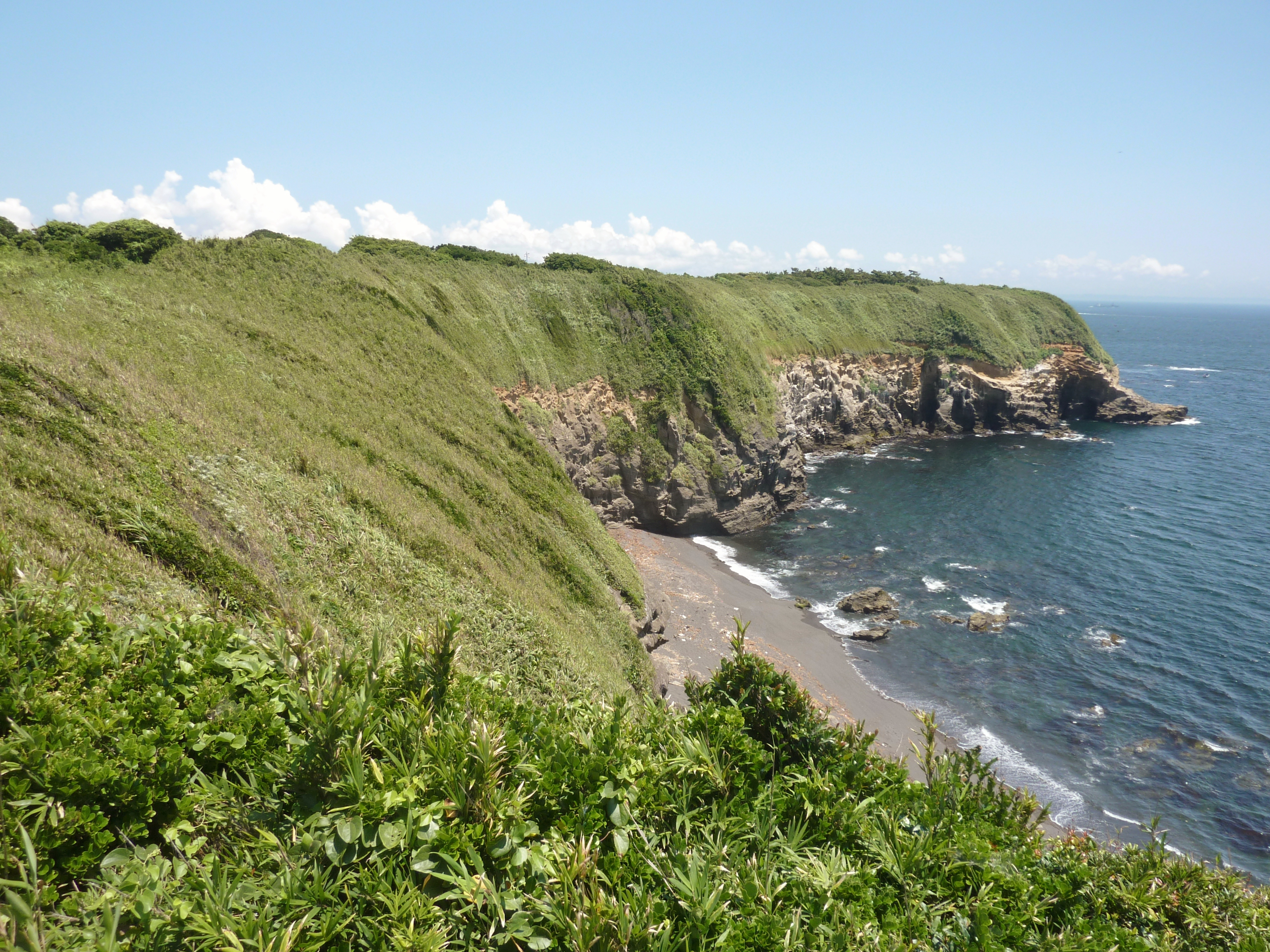
Парк Дзёгасима[яп.]
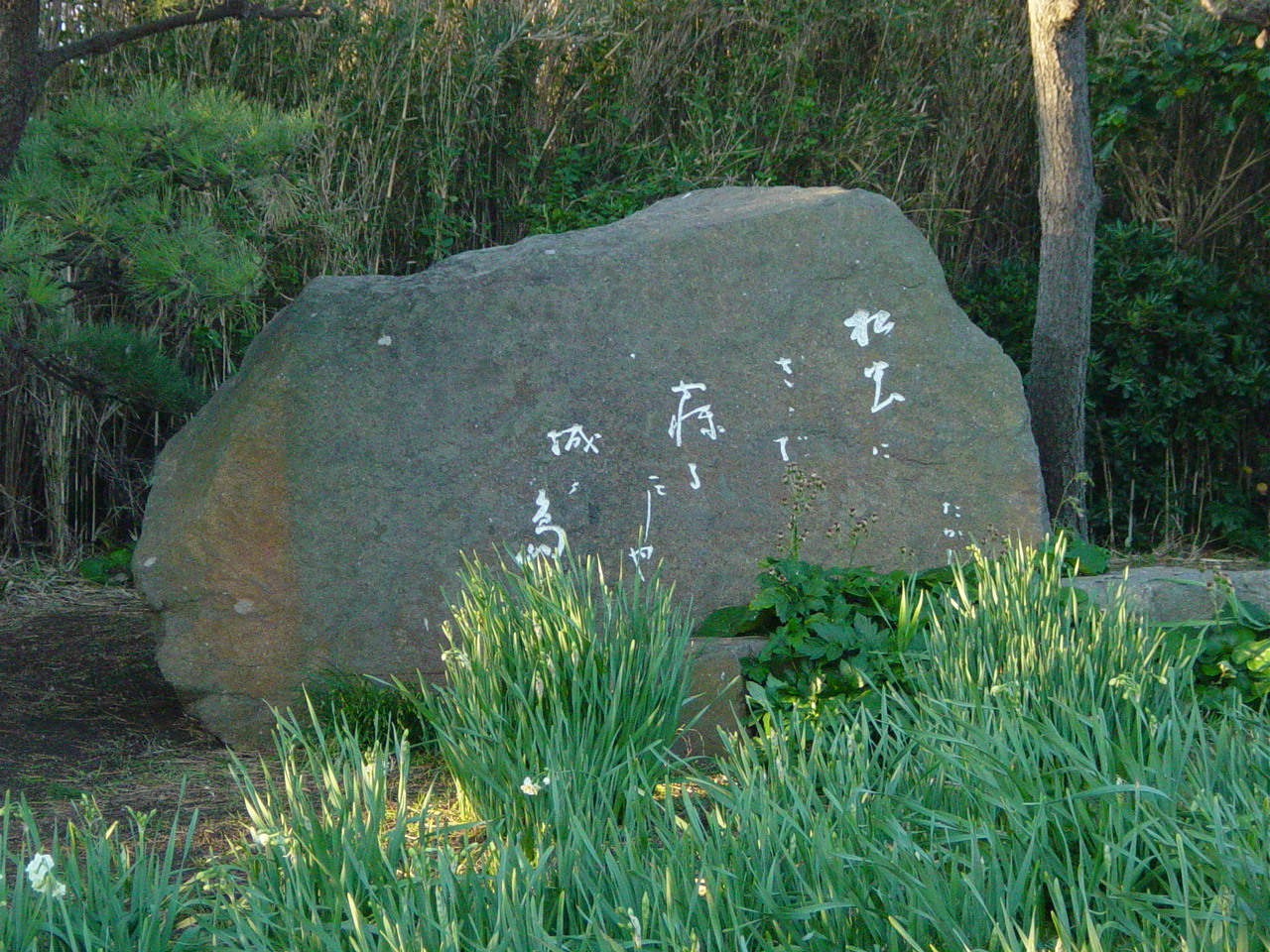
Памятник с хайку поэта Такаси Мацумото[англ.]
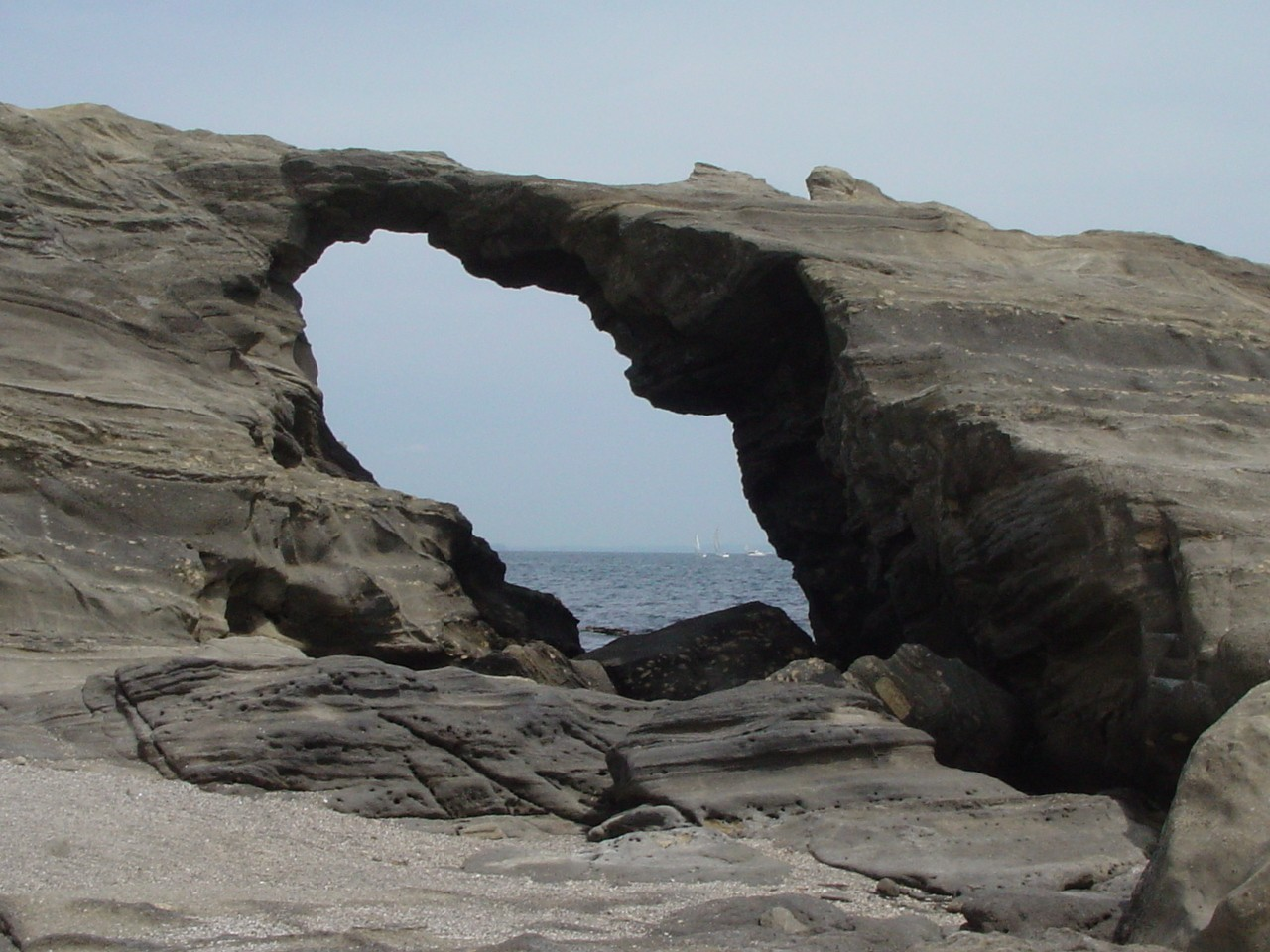
Арка Уманосэ (馬ノ背洞門)
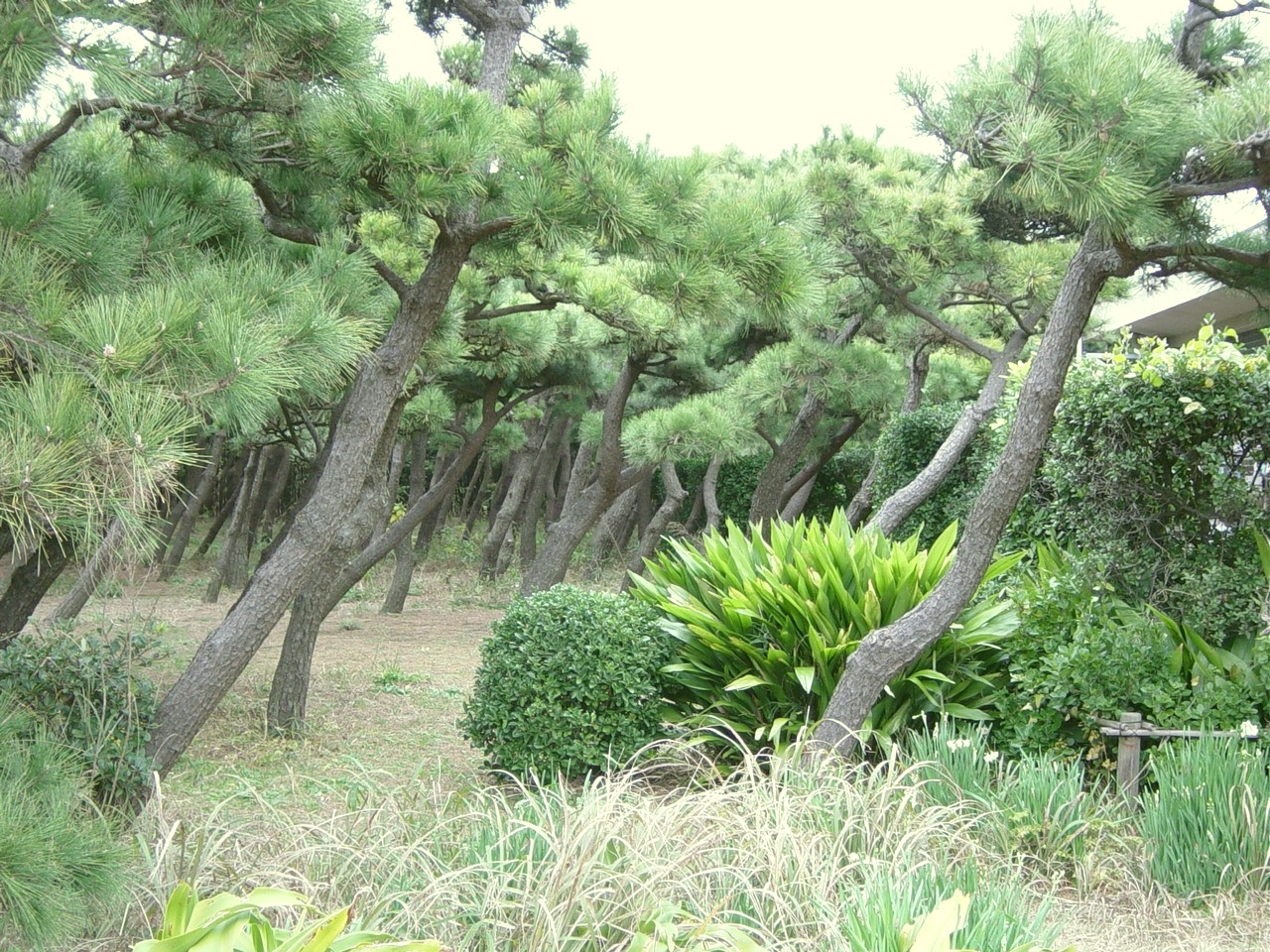
Деревья на острове Дзёгасима
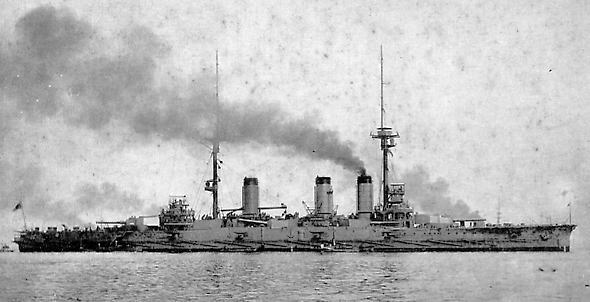
Броненосец «Аки»